# Dorte Grünbaum
Dorte Grünbaum (7. september 1948 - 24. september 1995) var en dansk maler og journalist på Det Fri Aktuelt.